# Waldemar Fornalik
Waldemar Fornalik (Myślenice, 11 aprile 1963) è un allenatore di calcio ed ex calciatore polacco, di ruolo difensore, tecnico dello Zagłębie Lubin.

## Palmarès

### Giocatore
- Campionato polacco: 1

Ruch Chorzów: 1988-1989

### Allenatore
- Campionato polacco: 1

Piast Gliwice: 2018-2019